# John Waite
John Charles Waite, född 4 juli 1952 i Lancaster, Lancashire, är en brittisk rocksångare och musiker. Han var sångare i The Babys och Bad English. Som soloartist fick han en stor hit med "Missing You" 1984.
Waite har en gästroll i TV-serien Modedockorna.

## Diskografi
Studioalbum
- 1982 – Ignition
- 1984 – No Brakes
- 1985 – Mask of Smiles
- 1987 – Rovers Return
- 1995 – Temple Bar
- 1997 – When You Were Mine
- 2001 – Figure in a Landscape
- 2004 – The Hard Way
- 2007 – Downtown: Journey of a Heart
- 2011 – Rough & Tumble

Livealbum
- 2001 – Live & Rare Tracks
- 2010 – In Real Time
- 2013 – Live - All Access

EP
- 2014 – Wooden Heart – Acoustic, Volume 1 – EP

Samlingsalbum
- 1992 – The Essential John Waite
- 1996 – Complete
- 2014 – Best
- 2017 – Wooden Heart – Acoustic Anthology, Volume 2